# Hypermilichia colon
Hypermilichia colon är en fjärilsart som beskrevs av Paul Dognin 1914. Hypermilichia colon ingår i släktet Hypermilichia och familjen nattflyn. Inga underarter finns listade i Catalogue of Life.